# Bukabu
Bukabu is een bestuurslaag in het regentschap Sumenep van de provincie Oost-Java, Indonesië. Bukabu telt 1821 inwoners (volkstelling 2010).